# آرون گونارسون
آرون اینار مالمکویست گونارسون (ایسلندی: Aron Einar Malmquist Gunnarsson؛ زادهٔ ۲۲ آوریل ۱۹۸۹) بازیکن فوتبال اهل ایسلند است.

## باشگاهی
از باشگاه‌هایی که در آن بازی کرده‌است می‌توان به آزد آلکمار، کاونتری سیتی، کاردیف سیتی و العربی اشاره کرد.